# Beginselen van de vrijmetselarij
De vrijmetselarij is gebaseerd op een aantal fundamentele beginselen, die het wezen van de vrijmetselarij uitmaken.

## Geschiedenis
Er bestaan Middeleeuwse handschriften met reglementen van bouwvakkersgilden uit de 15e, 16e en 17e eeuw. Aan het begin van de 18e eeuw ontstaat de speculatieve vrijmetselarij, die de vormen van deze middeleeuwse operatieve vrijmetselaars overneemt. Deze vormen werden door James Anderson gedistilleerd uit deze manuscripten, de zogenaamde Old Charges. Deze zijn, samen met the Ancient Landmarks en de Antient Charges and Regulations , terug te vinden in zijn boek van 1723, the Constitution of the Free-Masons.
De beginselenverklaringen die tegenwoordig in de diverse vrijmetselaarsorganisaties worden vastgesteld zijn hier qua denkbeelden op terug te voeren. Teksten worden in de loop der tijd aangepast aan taalgebruik, opvattingen en nieuwe interpretaties. Aangezien de vrijmetselarij organisatorisch een democratische vereniging is, wordt dit door de leden bepaald. Dit geschiedt door een dialoog tussen de leden.

## Onderscheid
De Oude Landmerken zijn belangrijker dan de Oude Plichten. De Oude Plichten zijn belangrijker dan de Ancient Charges and Regulations. De gemoederen worden heftig bewogen binnen de vrijmetselarij hieromtrent. Het is een aangelegenheid voor specialisten binnen de vrijmetselarij.

### De Oude Landmerken
Het begrip landmerk is van Bijbelse oorsprong.
In het boek Spreuken 22, 28 staat: Verleg de aloude grenssteen niet, die je vaderen hebben neergezet. In het boek Deuteronomium 27, 17 staat: Vervloekt wie bij zijn buurman een grenssteen verlegt. En heel het volk zegt: ‘Amen’. In het boek Job 24,2 staat: De boosdoeners verleggen slechts grensstenen, sleuren ongestoord kudde en herder weg.
Hier bepaalt de grenssteen de grenzen van een territorium, en bepaalt dus ook automatisch wat niet tot het territorium behoort. Vaste grenzen vermijden zich herhalende disputen en eventuele conflicten met ongewenste gevolgen. Het is de erfenis van onze voorvaderen. Deze grenzen werden, bewust én onbewust, vastgesteld door de eerste vrijmetselaars. Dit principe bakent dan ook de grenzen af van de vrijmetselarij, zoals deze oorspronkelijk waren geconcipieerd. Zoals zovele instituties in de samenleving, verandert de toepassing en interpretatie hiervan doorheen de tijd, omdat de oorspronkelijke vrijmetselaars sterven, en opgevolgd worden door generaties van nieuwe vrijmetselaars. Deze leven in een andere tijd, en zullen onderhevig zijn aan veranderde opvattingen. De kernvraag is in hoeverre dergelijke evoluties en nieuwe inzichten van nieuwe generaties kunnen blijven kaderen in het historische vastgelegde kader, zonder dat dit kader wordt verlaten. Hieromtrent bestaat discussie en onenigheid.
Het begrip landmerken kwam reeds voor in de General Regulations, een onderdeel van de the Constitutions of the Free-Masons van James Anderson van 1723: Every Annual Grand Lodge has an inherent power and Authority to make new Regulations or to alter these, for the real benefits of this Ancient Fraternity; provided always that the old Land-Marks be carefully preserved.
De definitie werd toen echter niet gegeven. Velen voelden zich geroepen deze definitie aan te reiken.
Hiertoe werd in 1853 een poging ondernomen door Dr. Albert Mackey in zijn boek Jurisprudence of Freemasonry. Hij stelt drie karakteristieken voorop, opdat een beginsel als landmerk zou kunnen worden erkend, namelijk:
- notional immemorial antiquity de oorsprong is niet vast te stellen omdat die in een zo ver vergeten verleden ligt;
- universaliteit, altijd en overal werd het toegepast, zonder uitzondering in tijd en ruimte;
- absolute irrevocabiliteit (onintrekbaarheid), bij verwijdering zou de vrijmetselarij niet meer de vrijmetselarij zijn want een wezenskenmerk zou ontbreken.

Op basis hiervan kon het 25 landmerken vaststellen. Maar andere auteurs komen tot een ander getal. Een historische discussie onder specialisten woedt sedertdien tot vandaag.
Albert Pike schreef daarom in 1924: There is no common agreement in regard to what are and what are not 'Landmarks.' That has never been definitely settled. Albert Pike heeft overigens in de Europese vrijmetselarij zeker niet de hoge status die hij in Noord-Amerika onder vrijmetselaren heeft. Maar over zijn uitspraak aangaande de 'Landmarks' is men het in de vrijmetselarij wel eens.
In 1950 kwam de Commission on Information for Recognition of the Conference of Grand Masters of Masons in North America tot slechts drie landmerken, namelijk:
- monotheïsme, of het onveranderbare en blijvende geloof in één God,
- de aanwezigheid van een kopie van De Heilige Wet in de logetempel tijdens de werkzaamheden,
- het verbod op discussie van politieke of religieuze onderwerpen.

In veel Europese vrijmetselaarsordes, ook de Nederlandse, wordt niet uitgegaan van de Noord-Amerikaanse voorwaarde aangaande het monotheïsme. Het erkennen van een 'hoog beginsel' is voldoende. Daarbij kan worden gedacht aan bijvoorbeeld de samenhangende krachten van de natuur, het eigen geweten, de verlichting van het boeddhisme of een al dan niet persoonlijke God. Ieder lid wordt dus geacht naar eigen inzicht een ethisch kader voor zichzelf te hebben waaraan hij zijn eigen handelen kan en moet toetsen.

### De Oude Plichten
De Oude Plichten is een verzamelnaam gegeven aan een aantal middeleeuwse manuscripten, en bevatten historische reglementen van de operatieve bouwvakkersgilden. Er zijn zo een 131 manuscripten gevonden, waarvan het oudste, het Regiusmanuscript, dateert van 1390. Ze bevatten reglementen en voorschriften die moesten worden nageleefd. Deze zijn naar de vorm door de vrijmetselarij gedeeltelijk overgenomen.
In de eerste Engelse loges werden de Oude Plichten bij plechtige gelegenheden en feesten voorgelezen. Deze oude plichten worden ingeleid met een aanroeping van de Drievuldigheid. Voorts bevatten zij een legendarische geschiedenis van de vrijmetselarij alsook een opsomming van morele en professionele voorschriften. De oude plichten behelsden dus ook een echte deontologische beroepscode.
De oude plichten zijn enige jaren na het ontstaan van de reguliere vrijmetselarij in 1717 door James Anderson opgesteld, waarna deze als grondslag zouden gaan dienen voor de werkwijze der loges en die door de Engelse Grootloge in 1723 werden aanvaard. Andersons 'Oude Plichten' waren gebaseerd op leefregels, werkwijze en plichten van oude bouwgilden, die in besloten gezelschappen waren georganiseerd.

### Ancient Charges and Regulations
Dit is een lijst van voorschriften die zijn opgenomen in The Book of Constitutions of the United Grand Lodge of England.
Voorbeelden zijn: het bestaan van slechts drie graden van leerling, gezel en meester.

## Beginselverklaring
Beginselverklaring van het Grootoosten der Nederlanden uit haar Ordegrondwet:
Artikel 1.1 — De vrijmetselaar
Een vrijmetselaar is een vrij man van goede naam, die is ingewijd in een tot de Orde behorende loge, dan wel in een loge die werkt onder een door de Orde erkende Grootloge. Hij werkt, samen met andere vrijmetselaren, met behulp van symbolen en rituelen aan zijn persoonlijke vorming. Deze symbolen en rituelen zijn door de traditie gegeven; zij worden door de vrijmetselaar naar eigen inzicht geïnterpreteerd. De gezamenlijke arbeid stimuleert hem ook naar vermogen bij te dragen aan een betere samenleving.
De vrijmetselaar zoekt op wat mensen verbindt en tracht weg te nemen wat hen verdeelt, opdat het ideaal van een allen verbindende broederschap gestalte kan krijgen. Daarbij aanvaardt hij een persoonlijke verantwoordelijkheid ten opzichte van de wereld, die hij ziet als een te voltooien bouwwerk waarvan ieder mens een levende bouwsteen is. Hij verricht die arbeid in het licht van een hoog beginsel, symbolisch aangeduid als “Opperbouwmeester des Heelals”.
De vrijmetselaar erkent
- de hoge waarde van de menselijke persoonlijkheid,
- de gelijkwaardigheid van alle mensen,
- ieders recht om zelfstandig te zoeken naar waarheid en
- ieders verantwoordelijkheid voor zijn doen en laten.

Artikel 1.2 — De loge
Vrijmetselarij wordt beoefend in plaatselijke verenigingen, loges genaamd. Vrijmetselaren betrachten verdraagzaamheid en streven naar harmonie; mede daardoor kunnen de loges ontmoetingsplaatsen zijn voor mannen met uiteenlopende achtergronden, levensbeschouwingen en inzichten. De gezamenlijke arbeid leidt tot beleving van verbondenheid van alle vrijmetselaren. Deze verbondenheid wordt broederschap genoemd.
Artikel 1.3 — De Orde
De Orde van Vrijmetselaren onder het Grootoosten der Nederlanden is het organisatorisch verband waarbinnen de voorwaarden worden geschapen om vrijmetselarij te kunnen beoefenen in de traditie waarin zij dat sedert haar oprichting heeft gedaan.
Artikel 1.4 — Internationale betrekkingen

De Orde onderhoudt vriendschappelijke betrekkingen met de door haar erkende grootloges in het buitenland. Mede hierdoor zorgt zij ervoor dat haar leden ook daar kunnen werken, zodat de broederketen de gehele wereld omspant